# ميشيل لورانس
ميشيل لورانس (بالإنجليزية: Michel Lawrence)‏ هو مصور أسترالي، ولد في 16 أكتوبر 1948 في Kings Cross, New South Wales ‏ في أستراليا.